# Liste des épisodes de Princesse Sarah
Cette page dresse la liste des épisodes de l'anime Princesse Sarah.
| No | Titre français                        | Titre japonais           | Titre japonais                                                            | Date de 1re diffusion |
| No | Titre français                        | Kanji                    | Rōmaji                                                                    | Date de 1re diffusion |
| --- | ------------------------------------- | ------------------------ | ------------------------------------------------------------------------- | --------------------- |
| 1 | Le collège de mademoiselle Mangin     | ミンチン女子学院         | Minchin Joshi Gakuin (Le pensionnat de mademoiselle Minchin)              | 6 janvier 1985        |
| Sarah Crewe, ainsi que son père, débarquent tout juste des Indes. Ils sont maintenant à Londres, où le père de la jeune fille compte la déposer au pensionnat de Mademoiselle Mangin. |                                       |                          |                                                                           |                       |
| 2 | La poupée Émilie                      | エミリー人形             | Emirī Ningyō (Emily, la poupée)                                           | 13 janvier 1985       |
| Le père et la fille logent dans le plus grand hôtel de la ville en attendant le départ de Monsieur Crewe. Sarah sait qu’elle se sentira seule, aussi a-t-elle imaginé une poupée, Émilie, qu'elle compte bien trouver à Londres avec l’aide de son père. |                                       |                          |                                                                           |                       |
| 3 | Le premier jour d'école               | はじめての授業           | Hajimete no Jugyō (Premier jour de classe)                                | 20 janvier 1985       |
| Voici le premier jour de cours, celui où Lavinia présente tour à tour chaque élève. Ce sera également le jour où Sarah se mettra à dos Mademoiselle Mangin. |                                       |                          |                                                                           |                       |
| 4 | Mon amie Marguerite                   | 親友アーメンガード       | Shin’yū Āmengādo (Ermengarde, ma meilleure amie)                          | 27 janvier 1985       |
| Alors que les autres élèves se moquent de Marguerite à cause de ses lacunes, Sarah prend sa défense auprès des autres élèves. Elles deviennent amies et Sarah l’accompagne chez sa tante pour lui souhaiter son anniversaire. |                                       |                          |                                                                           |                       |
| 5 | Lottie, la pleurnicheuse              | 泣き虫ロッティ           | Nakimushi Rotti (Lottie la pleurnicharde)                                 | 3 février 1985        |
| Alors que Lottie s’est échappée du pensionnat à la suite d'un fâcheux incident, Sarah, très inquiète, part à sa recherche. Lorsqu’elle est retrouvée, elle est enfermée dans une salle et pleure sans arrêt. Seule Sarah arrive à la calmer et devient alors « Maman Sarah », la mère de Lottie étant morte. |                                       |                          |                                                                           |                       |
| 6 | Becky, la Cendrillon                  | 灰かぶりベッキー         | Haikaburi Bekkī (Becky la souillon)                                       | 10 février 1985       |
| Lorsque Sarah et Peter rencontrent Becky pour la première fois devant le pensionnat, elle leur apprend qu’elle sera la « bonne à tout faire » en cuisine. Sarah l’amène au bureau de Mademoiselle Mangin et se prend de sympathie pour elle. Malgré cela, les cuisiniers mènent la vie dure à Becky, qui pourtant ne se décourage pas.                                                                                               |                                       |                          |                                                                           |                       |
| 7 | La représentante des élèves           | 代表生徒                 | Daihyō Seito (La première de la classe)                                   | 17 février 1985       |
| C’est une journée importante car la femme du préfet se rend au pensionnat, accompagnée d’autres notables de la ville. Pour donner la meilleure image du pensionnat, Mademoiselle Mangin met en avant Sarah, qui impressionne tout le monde par sa grâce et son intelligence, ce qui finit par rendre jalouse Lavinia. |                                       |                          |                                                                           |                       |
| 8 | Une gentille demoiselle               | 親切なお嬢様             | Shinsetsu na Ojōsama (Une demoiselle au grand coeur)                      | 24 février 1985       |
| Becky est chargée, pour la première fois, du ménage de la chambre de Sarah. Lorsque cette dernière rentre dans sa chambre après un cours de danse chargé, elle trouve Becky endormie. Les deux filles sympathisent alors. |                                       |                          |                                                                           |                       |
| 9 | Une lettre des Indes                  | インドからの手紙         | Indo Kara no Tegami (La lettre venue des Indes)                           | 3 mars 1985           |
| Sarah cherche à se réconcilier avec Lavinia. Pour ce faire, elle organise une grande fête à laquelle elle convie tous les élèves de l’établissement mais Lavinia refuse. Son antipathie envers Sarah grandit encore lorsque cette dernière reçoit une lettre de son père lui annonçant son projet d’une mine de diamants. |                                       |                          |                                                                           |                       |
| 10 | Deux cadeaux                          | 二つのプレゼント         | Futatsu no Purezento (Les deux cadeaux)                                   | 10 mars 1985          |
| Avec l’augmentation de la fortune du père de Sarah, Mademoiselle Mangin fait tout pour traiter Sarah avec le plus d’importance qu’elle peut. L’anniversaire de celle-ci approchant, Mademoiselle Mangin décide de lui faire deux cadeaux. En même temps, Becky lui dépose dans sa chambre un cadeau qu’elle a elle-même confectionné.                                                                                                |                                       |                          |                                                                           |                       |
| 11 | L'anniversaire de la petite princesse | プリンセスの誕生日       | Purinsesu no Tanjōbi (L'anniversaire de la princesse)                     | 17 mars 1985          |
| Alors que l’anniversaire de Sarah bat son plein, Monsieur Barrow apporte deux bien tristes nouvelles : la ruine du père de Sarah ainsi que sa mort. |                                       |                          |                                                                           |                       |
| 12 | La mansarde                           | 屋根裏の暗い部屋         | Yaneura no Kurai Heya (La mansarde obscure)                               | 24 mars 1985          |
| Monsieur Barrow saisit les biens de Sarah pour éponger les dettes que le père de celle-ci avait auprès de lui. Mademoiselle Mangin veut renvoyer Sarah mais après réflexion, décide de l’employer comme servante avec Becky. |                                       |                          |                                                                           |                       |
| 13 | Une journée difficile                 | つらい仕事の日           | Tsurai Shigoto no Hi (Les corvées quotidiennes)                           | 31 mars 1985          |
| Sarah passe sa première nuit dans sa nouvelle chambre, la mansarde qui se trouve au grenier. Mais Sarah n’est pas seule et peut compter sur la générosité de son amie Becky. |                                       |                          |                                                                           |                       |
| 14 | Une visite inattendue                 | 深夜のお客さま           | Shin'ya no Okyakusama (Un visiteur dans la nuit)                          | 7 avril 1985          |
| Mademoiselle Mangin a interdit aux autres élèves d’adresser la parole à Sarah. Lorsque Marguerite essaye de parler avec elle, Sarah se renferme et Marguerite se sent abandonnée. Un soir, elle décide de lui rendre visite. |                                       |                          |                                                                           |                       |
| 15 | Peter, l’enfant de la ville           | 街の子ピーター           | Machi no Ko Pītā (Peter, l'enfant des rues)                               | 14 avril 1985         |
| Les cuisiniers envoient Sarah au marché, où après un incident, elle y rencontre Peter, qui l’aide. Il lui apprend également qu’il s’est fait beaucoup de soucis depuis son départ. |                                       |                          |                                                                           |                       |
| 16 | L’aventure de Lottie                  | ロッティの冒険           | Rotti no Bōken (L'escapade de Lottie)                                     | 21 avril 1985         |
| Lottie ne comprend pas pourquoi elle ne peut plus adresser la parole à sa Maman Sarah mais sait combien elle est malheureuse. Aussi décide-t-elle de venir la voir, dans sa chambre. Ensemble, elles deviennent amies avec une souris, qu’elles appelleront Mel. |                                       |                          |                                                                           |                       |
| 17 | Problème de souris                    | 小さな友メルの家族       | Chiisana Tomo Meru no Kazoku (La famille de Mel, la "petite" amie)        | 28 avril 1985         |
| Marguerite fait à son tour la rencontre de Mel et décide, dès le lendemain, d’apporter des morceaux de pain pour sa petite famille. Malheureusement elle se fait prendre par Lavinia et est interrogée par Mademoiselle Mangin. |                                       |                          |                                                                           |                       |
| 18 | La fête du 1er mai                    | 悲しいメイポール祭       | Kanashii Meipōru Matsuri (La triste fête du Mai)                          | 5 mai 1985            |
| À Londres, une tradition veut que le 1er mai les filles qui baignent dans la rosée du matin deviendront belles pour le reste de l’année, malheureusement ni Sarah, ni Becky ne peuvent y participer. Elles doivent travailler encore plus dur en ce jour de fête et sont donc affamées. Sarah est envoyée au marché mais tombe de fatigue. C’est alors qu’un petit garçon lui offre une petite pièce, la prenant pour une mendiante… |                                       |                          |                                                                           |                       |
| 19 | La lettre pour les Indes              | インドからの呼び声       | Indo kara no Yobigoe (L'appel des Indes)                                  | 12 mai 1985           |
| Sarah reçoit du courrier mais il ne s’agit que des lettres qu’elle avait envoyées à son père et qui lui sont revenues. Elle veut connaître les détails de la mort de son père mais Monsieur Barrow refuse de mener l’enquête. Avec l’aide de Peter, Sarah va écrire une lettre à la police municipale et trouver un moyen pour l’envoyer en Inde.                                                                                    |                                       |                          |                                                                           |                       |
| 20 | La méchanceté de Lavinia              | 謎の特別室生徒           | Nazo no Tokubetsushitsu Seito (La mystérieuse élève de la chambre privée) | 19 mai 1985           |
| Le travail est bien gros en ce jour. En effet, la chambre qui était précédemment celle de Sarah va être occupée par une nouvelle élève, élève qui n’est autre que Lavinia. Il faut la préparer. Lavinia demande également que Sarah soit sa femme de chambre personnelle. |                                       |                          |                                                                           |                       |
| 21 | Les larmes de douleur                 | 涙の中の悲しみ           | Namida no Naka no Kanashimi (Le chagrin des larmes)                       | 26 mai 1985           |
| Lavinia et ses amies humilient Sarah dans son ancienne chambre. Sarah tente de se rebeller mais Lavinia court se plaindre auprès de Mademoiselle Mangin, qui ordonne au cuisinier de sévir. Aussi envoient-ils Sarah dehors, sous la pluie. |                                       |                          |                                                                           |                       |
| 22 | Une party dans la mansarde            | 屋根裏のパーティー       | Yaneura no Pātī (Le festin dans la mansarde)                              | 2 juin 1985           |
| Mademoiselle Amélia n’étant pas là ce soir, Marguerite et Lottie décident de rendre visite à Sarah dans sa mansarde. Bientôt rejointes par Becky, elles improvisent une petite fête, notamment grâce à leur imagination. |                                       |                          |                                                                           |                       |
| 23 | Sarah, une fille de cœur              | 親切なパン屋さん         | Shinsetsu na Pan'ya-san (La bonne boulangère)                             | 9 juin 1985           |
| Alors que Sarah a encore une fois été privée de nourriture et envoyée sous la pluie poster une lettre, elle trouve une pièce de quatre pence. |                                       |                          |                                                                           |                       |
| 24 | Le destin d’Émilie                    | エミリーの運命           | Emirī no Unmei (Le destin d'Emily)                                        | 16 juin 1985          |
| Tous les élèves préparent l’anniversaire de Lavinia. Lorsque cette dernière supplie la directrice d’inviter Sarah a rester et lui demande de lui donner Émilie comme cadeau d’anniversaire, Sarah est désespérée. |                                       |                          |                                                                           |                       |
| 25 | La visite de la femme du préfet       | 一日だけのシンデレラ     | Ichinichi Dake no Shinderera (Cendrillon d'un jour)                       | 23 juin 1985          |
| Le Pensionnat de Mademoiselle Mangin accueille pour la deuxième fois la femme du préfet, qui annonce dans sa lettre son envie de réentendre le merveilleux accent de Sarah. Or, Sarah ne fait plus partie de la classe. Elle va cependant devoir jouer le rôle de l’élève modèle à la place de Lavinia le temps de la visite. |                                       |                          |                                                                           |                       |
| 26 | Jeune enseignante de français         | 年少組の小さな先生       | Nenshōgumi no Chiisana Sensei (La petite maîtresse des plus jeunes)       | 30 juin 1985          |
| Sarah donne son premier cours de français et Mademoiselle Mangin apprend à Amélia les projets qu’elle a pour Sarah. Malheureusement lorsque Mademoiselle Mangin entre voir le déroulement du cours, elle trouve Sarah en train de raconter une histoire et la gifle. |                                       |                          |                                                                           |                       |
| 27 | Au revoir Monsieur Dufarge            | デュファルジュ先生の帰国 | Dyufaruju Sensei no Kikoku (Le retour de Monsieur Dufarge)                | 7 juillet 1985        |
| Alors que les élèves lui apportent leurs devoirs, Monsieur Dufarge découvre que Lavinia et ses deux acolytes ont fait faire les leurs par Sarah, dont il reconnaît l'écriture. Il les réprimande alors toutes les trois. Lavinia court se plaindre de lui auprès de Mademoiselle Mangin qui prend immédiatement les mesures qui lui semblent nécessaires : renvoyer Monsieur Dufarge.                                                |                                       |                          |                                                                           |                       |
| 28 | Vive les vacances                     | 夏休みの大騒動           | Natsuyasumi no Daisōdō (Le grand remue-ménage des vacances d'été)         | 14 juillet 1985       |
| Les vacances arrivent et toutes les élèves partent, accompagnées de leurs parents. Ne restent plus que Becky et Sarah. Malheureusement, les dépenses sont trop hautes pour garder les deux domestiques aussi Mademoiselle Mangin renvoie-t-elle Becky dans sa famille, le temps des vacances. |                                       |                          |                                                                           |                       |
| 29 | Becky retourne chez elle              | ベッキーの里帰り         | Bekkī no Satogaeri (Becky retourne au village)                            | 21 juillet 1985       |
| Becky retourne chez elle ; Sarah et Peter l’accompagnent jusqu’au train. |                                       |                          |                                                                           |                       |
| 30 | Le nouveau voisin                     | インドからきた紳士       | Indo kara Kita Shinshi (Le gentleman venu des Indes)                      | 4 août 1985           |
| Sarah se sent bien seule. Son unique compagnie est sa poupée, Émilie. Heureusement, une lettre de Becky égaye sa journée. De nouveaux voisins emménagent également. La maison jouxtant le pensionnat est désormais occupée par un vieux monsieur malade, Monsieur Crisford. Il est à la recherche d’une jeune fille, Sarah. |                                       |                          |                                                                           |                       |
| 31 | Une étrange rencontre                 | 屋根裏にきた怪物         | Yaneura ni Kita Kaibutsu (Le monstre de la mansarde)                      | 11 août 1985          |
| À cause de la pauvreté de la famille de Becky, elle doit rentrer plus tôt que prévu au pensionnat. Malgré tout, elle est heureuse de retrouver Sarah. Ensemble, elles font la connaissance de leur voisin grâce à un mystérieux singe. |                                       |                          |                                                                           |                       |
| 32 | Le mystérieux voisin                  | 壁の向う側の秘密         | Kabe no Mukō Gawa no Himitsu (Le secret derrière le mur)                  | 18 août 1985          |
| D’après l’ami de Monsieur Crisford, sa maladie serait uniquement psychologique. Il s’en veut d’avoir abandonné son ami Ralph et recherche sa fille, Sarah. |                                       |                          |                                                                           |                       |
| 33 | C’est la rentrée                      | 新学期のいじわる         | Shingakki no Ijiwaru (Méchancetés de rentrée)                             | 25 août 1985          |
| Les vacances sont finies, les élèves sont de retour. Lavinia continue de tourmenter Sarah, qu’elle accuse d’avoir cassé une vitre. |                                       |                          |                                                                           |                       |
| 34 | Première tempête d’automne            | 嵐の中のつぐない         | Arashi no Naka no Tsugunai (La rédemption sous l'orage)                   | 8 septembre 1985      |
| Il pleut. Sarah est gelée et s’endort devant le feu de cheminée de la chambre de Lavinia, avec César, le chat. Malheureusement, ce dernier tache la robe de Lavinia avec de l’encre. Cette dernière est furieuse et ordonne à Sarah de la faire disparaître ! |                                       |                          |                                                                           |                       |
| 35 | Une grave maladie                     | 消えそうな命             | Kiesō na Inochi (Une vie qui s'éteind)                                    | 22 septembre 1985     |
| Sarah est gravement malade et le docteur auquel ont fait appel Mademoiselle Mangin et Mademoiselle Amélia n’est pas sérieux. Aussi Marguerite et Becky décident-elles de guérir elles-mêmes Sarah. |                                       |                          |                                                                           |                       |
| 36 | Un vrai miracle                       | 魔法のはじまり           | Mahō no Hajimari (Le début de la magie)                                   | 29 septembre 1985     |
| Dans la maison à côté, on se pose des questions : pourquoi ne voit-on plus la petite fille de la mansarde ? Monsieur Crisford envoie donc Ram Dass voir ce qu’il en est. Quand il découvre que Sarah est gravement malade, tous deux décident de prendre les choses en main. |                                       |                          |                                                                           |                       |
| 37 | Peter, le ramoneur                    | 屋根裏は大混乱           | Yaneura wa Daikonran (Pagaille dans la mansarde)                          | 6 octobre 1985        |
| Peter s’inquiète beaucoup pour Sarah et se demande comment elle va. Pour la voir, il se déguise en ramoneur et monte jusqu’à sa chambre. |                                       |                          |                                                                           |                       |
| 38 | Le pouvoir magique disparaît          | こわされた魔法           | Kowareta Mahō (La magie brisée)                                           | 13 octobre 1985       |
| Peu à peu, le personnel ainsi que les élèves et Mademoiselle Mangin commencent à se douter de quelque chose. En effet, Sarah et Becky semblent se porter à merveille. Mademoiselle Mangin commence à se poser des questions. |                                       |                          |                                                                           |                       |
| 39 | Dans l’étable                         | 馬小屋の寒い夜           | Umagoya no Samui Yoru (Une nuit glacée dans l'écurie)                     | 20 octobre 1985       |
| Sarah n’a plus l’autorisation d’aller au marché et Becky y est envoyée à sa place. Peter est scandalisé d’apprendre que Sarah vit désormais dans l’étable et décide de venir la voir. |                                       |                          |                                                                           |                       |
| 40 | Chère mademoiselle Amélia             | アメリア先生の涙         | Ameria Sensei no Namida (Les larmes de Mademoiselle Amelia)               | 27 octobre 1985       |
| Lors d’une sortie de classe dans un parc à proximité, Mademoiselle Amélia se fait aboyer dessus par un petit chien, prend peur et tombe, se blessant. Restant seule avec Sarah, elle commence à lui parler de son passé… |                                       |                          |                                                                           |                       |
| 41 | La nuit des fantômes                  | 妖精たちのパーティー     | Yōsei-tachi no Pātī (Le festin des fées)                                  | 3 novembre 1985       |
| C’est Halloween, et pour ce jour, une grande fête est prévue à laquelle Sarah et Becky sont conviées. Mais un incident met le feu à l’écurie — Lavinia, Jessie et Gertrude, déguisées en fantômes et cachées dans l'écurie, ont effrayé Lottie qui s'y était rendue avec un lampion. |                                       |                          |                                                                           |                       |
| 42 | Un chagrin d’adieu                    | 雪の日の追放             | Yuki no Hi no Tsuihō (Bannie dans la neige)                               | 10 novembre 1985      |
| Mademoiselle Mangin accuse Sarah d’avoir provoqué l’incendie. Sarah, estimant que la directrice va beaucoup trop loin avec cette accusation injuste, décide de quitter le pensionnat. C’est alors qu’elle rencontre Peter. |                                       |                          |                                                                           |                       |
| 43 | Un très beau cadeau                   | 幸せの素敵な小包         | Shiawase no Suteki na Kozutsumi (Le merveilleux colis du bonheur)         | 8 décembre 1985       |
| Désormais, Sarah vend des allumettes. Quelque temps plus tard, lorsqu’elle rentre, elle trouve Amélia, venue la chercher pour la ramener au pensionnat ; en effet, un paquet l’attend. |                                       |                          |                                                                           |                       |
| 44 | C’est elle, la jeune fille            | ああ！ この子だ！        | Aa! Kono Ko da! (C'est elle !)                                            | 15 décembre 1985      |
| Becky et Sarah sont devant un feu de cheminée, dans la mansarde quand soudain, le petit singe de Ram Dass apparaît. Sarah décide donc de le ramener à son propriétaire… |                                       |                          |                                                                           |                       |
| 45 | Échec et mat, mademoiselle Mangin     | ミンチン院長の後悔       | Minchin Inchō no Kōkai (Les remords de mademoiselle Minchin)              | 22 décembre 1985      |
| C’est maintenant au tour de Mademoiselle Mangin de découvrir qui est le nouveau voisin ainsi que la destinée de Sarah. Dans la foulée, elle subit à son tour les remontrances d'Amelia, qui regrette de ne pas s’être révoltée plus tôt contre l’autorité tyrannique de sa sœur. Amelia menace de révéler à la hiérarchie les mauvais traitements que sa sœur a fait subir à Sarah.                                                  |                                       |                          |                                                                           |                       |
| 46 | Au revoir Sarah                       | また逢う日まで           | Mata Au Hi made (Au jour des retrouvailles)                               | 29 décembre 1985      |
| Noël approche et les élèves préparent la fête avec beaucoup d’impatience. Sarah passe quelques jours à Londres avant de partir en Inde. Durant ce temps, elle fera une belle surprise au pensionnat. |                                       |                          |                                                                           |                       |